# Brian Mast
Brian Mast (ur. 10 lipca 1980, w Grand Rapids) – amerykański polityk i weteran. Członek Partii Republikańskiej. Od 2017 roku przedstawiciel osiemnastego okręgu wyborczego Florydy do Izby Reprezentantów Stanów Zjednoczonych.

## Życiorys
Przez dwanaście lat (2000–2012) służył w armii Stanów Zjednoczonych. Pracował jako ekspert ds. materiałów wybuchowych we Wspólnym Dowództwie Operacji Specjalnych (JSOC). We wrześniu 2010 roku w Afganistanie, w wyniku wybuchu bomby stracił obie nogi i część lewego przedramienia. Został odznaczony Brązową Gwiazdą i Purpurowym Sercem.
Nauczył się chodzić na protezach. Pracował dla Departamentu Bezpieczeństwa Wewnętrznego. Wiosną 2016 roku ukończył ekonomię na Uniwersytecie Harvarda. Następnie jeszcze w tym samym roku zostaje wybrany na członka Izby.
W 2020 roku ponownie zwycięża głosowanie do Izby Reprezentantów USA z poparciem 56,3%, pokonując kandydatkę Demokratów – Pam Keith, która uzyskała 41,5% głosów. 

## Poglądy polityczne
Jest przeciwnikiem aborcji, głosuje za obniżeniem podatków i za zniesieniem Obamacare. Uznając, że zmiany klimatyczne są realne, uważa, że rząd nie powinien ograniczać przedsiębiorstw w emisji dwutlenku węgla.  
Znany jako orędownik poprawy jakości wody na Florydzie. Jest przeciwnikiem kolei dużych prędkości Brightline mającej przecinać Wybrzeże Skarbów. Wyraził swoje poparcie kampanii prezydenckiej Donalda Trumpa. 

## Życie prywatne
Mast mieszka w Palm City na Florydzie z żoną Brianną i czwórką dzieci: Madalyn, Maverick, Magnum i Major. Według danych z 2016 roku jest praktykującym chrześcijaninem i uczęszcza do zielonoświątkowego kościoła Calvary Chapel.